# Osman Nuri Hadžić

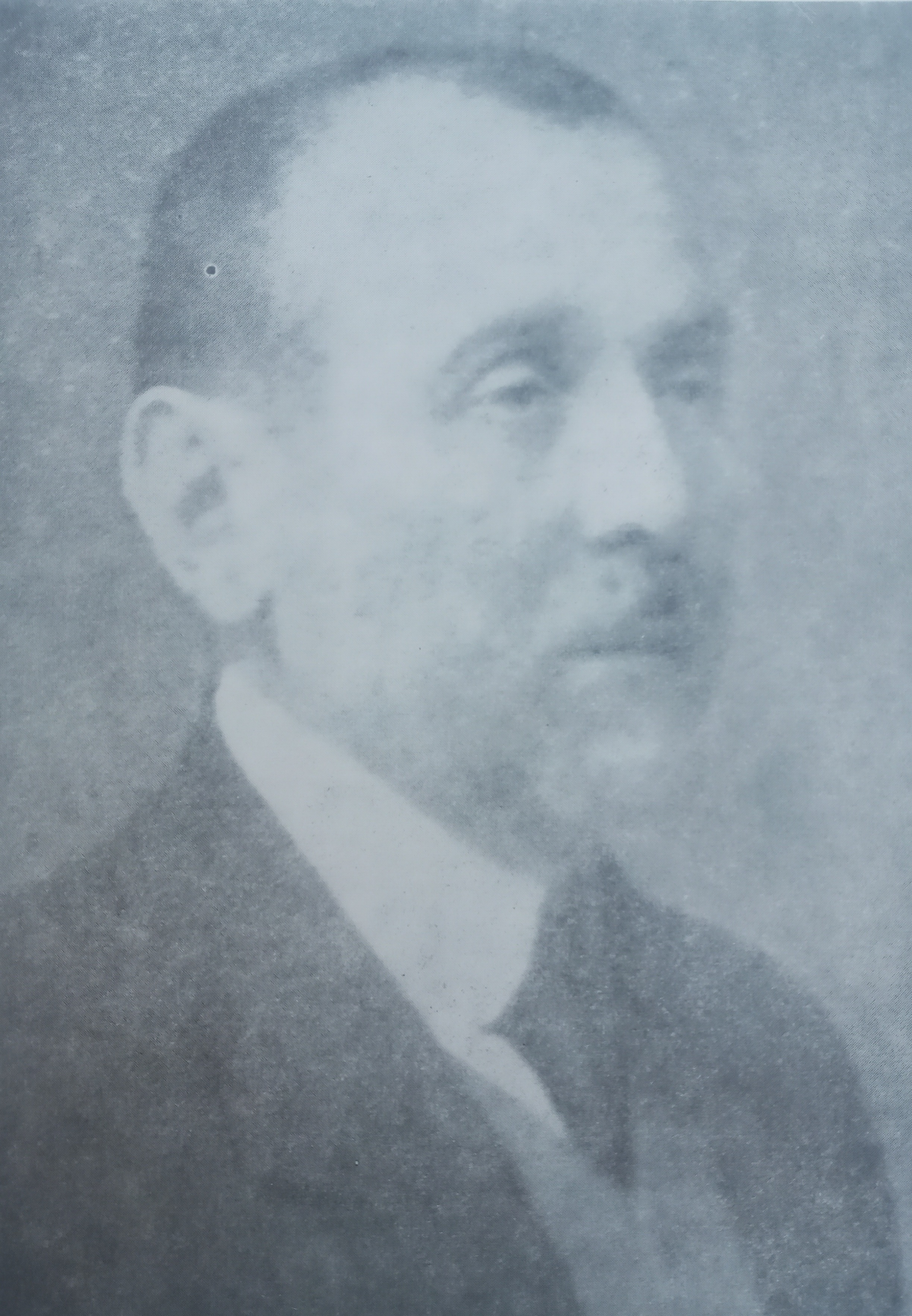
Osman Nuri Hadžić

Osman Nuri Hadžić (28. června 1869 Mostar, osmanská říše – 23. prosince 1937, ve skutečnosti o den dříve, Bělehrad, Království Jugoslávie) byl bosenskohercegovský spisovatel, pedagog a úředník bosňáckého původu. Přídomek Nuri začal používat až v pozdějším věku. Literární díla, která vznikla ve spolupráci s Ivanem Milićevićem (Azizem), podepisoval kolektivním pseudonymem Osman-Aziz.

## Život
V rodném Mostaru vystudoval mekteb, ruždii a medresu, všechny tři stupně muslimských škol. Roku 1893 absolvoval Šarí‘atskou soudní školu v Sarajevu a nato se zapsal na studium práv na Univerzitě v Záhřebu. Kvůli účasti na manifestaci pálení uherské vlajky 1895, a to u příležitosti návštěvy císaře Františka Josefa I. v Záhřebu, byl odsouzen na pět měsíců (podle jiných zdrojů na tři měsíce) vězení a dále nucen pokračovat ve vzdělávání ve Vídni. V této době byl horlivým přívržencem myšlenek Ante Starčeviće, zakladatele moderního chorvatského nacionalismu. Po jednom roce v Rakousech se vrátil do Záhřebu a zde roku 1899 promoval.
Po návratu do vlasti pracoval v okružním soudu v Sarajevu (od 1900 jako prozatímním auskultant), nato roku 1901 získal místo v Zemské vládě v Sarajevu. Nejprve působil ve správním oddělení Zemské vlády, pak byl přidělen k okresnímu úřadu v Sarajevu. Vedle toho od 18. září 1905 do 5. května 1912 honorárně vyučoval v Šarí‘atské soudní škole, konkrétně dějiny islámu a světské právo. V tomto vzdělávacím zařízení od 9. srpna 1912 do 30. dubna 1914 rovněž vykonával post ředitele. Za jeho působení došlo k uvolnění pravidel chování a oblékání frekventantů školy. Za první světové války působil jako chotárský (okresní) náčelník v Bosenské Dubici a Banja Luce.
Po skončení první světové války vyjádřil loajalitu novému Království Srbů, Chorvatů a Slovinců, založenému 1. prosince 1918, načež brzy získal vysoké úřednické místo v Ministerstvu vnitra v Bělehradě. Roku 1924 byl penzionován. V únoru 1929, krátce po zavedení královské diktatury, se stal členem Státní rady, nejvyššího správního soudu v Jugoslávii.
V meziválečné době Hadžić podporoval modernizační kurz tureckého státníka Mustafy Kemala Atatürka, jehož výsledky chtěl aplikovat i mezi muslimy na Balkáně. Coby propagátor vzdělávání se rozhodl s celou rodinou přestěhovat do Bělehradu, kde jeho manželka i dcery odložily tradiční muslimský oděv. Dcery se zároveň studovat vyšších a vysokých školách, což je řadí mezi první vysokoškolsky vzdělané muslimy v Bosně a Hercegovině.
Do světa literatury vstoupil sbírkou aforismů v týdeníku Crvena Hrvatska (1892) a povídkami a eseji v záhřebských pravašských listech Prosvjeta (Osvěta) a Dom i sviet (Domov a svět). Se svým přítelem Ivanem Milićevićem vytvořil literární dvojici Osman-Aziz, která otiskla prózy Bez nade (Bez naděje, Záhřeb 1895), Na pragu novoga doba (Na prahu nové doby, Záhřeb 1896) a Bez svrhe (Bez účelu, Zagreb 1897). Samostatně přispíval do listů Vijenac, Nada a Behar. Často se účastnil polemik na stránkách novin, v nichž obhajoval kulturní a náboženskou osvětu mezi bosenskohercegovskými muslimy. V tomto duchu pak sepsal pojednání Islam i kultura (Islám a kultura, Záhřeb 1894) a Muslimansko pitanje u Bosni i Hercegovini (Muslimská otázka v Bosně a Hercegovině, Záhřeb 1902).
Osman si vzal za ženu Almasu Sokolović, s níž přivedl na svět čtyři dcery, Bahriju (1904–1993, manželem stomatolog Alojzije Kuralt), sopranistku, Nadžidu (1906–2001, manželem profesionální voják a pilot Jerolim Novak), soudkyni, levicovou aktivistku a předsedkyni Antifašistické fronty žen Bosny a Hercegoviny (mezi lety 1948 a 1952 pobývala v internační táboře na ostrově Goli otok, některé zdroje uvádějí osm či devět let), Zinetu, soudní úřednici, a Rabiju, absolventku filozofie na Sorbonně a pedagožku.

## Dílo
- Ago Šarić (Zagreb 1894), román
- Bez nade (Bez naděje, Zagreb 1895, Sarajevo 1999, součást dvojknihy Bez nade / Na obali Bosne, Sarajevo 2007), román, společně s Ivanem A. Milićevićem
- Na pragu novoga doba (Na prahu nové doby, Zagreb 1896), sbírka povídek, společně s Ivanem A. Milićevićem
- Bez svrhe (Bez účelu, Zagreb 1897), román, společně s Ivanem A. Milićevićem
- Smail aga Čengić i druge priče (Smail aga a jiné povídky, Zagreb 1993), výbor povídek, společně s Ivanem A. Milićevićem
- Izabrana djela I–II (Vybrané spisy: Ago Šarić / Bez nade, Pripovijetke, ed. Alija Isaković, Sarajevo 1980), vybrané spisy, společně s Ivanem A.

Publicistika
- Islam i kultura (Islám a kultura, Zagreb 1894)
- Muslimansko pitanje u Bosni i Hercegovini (Muslimská otázka v Bosně a Hercegovině, Zagreb 1902), brožura bez uvedení autora
- Muhamed i Koran: kulturna istorija Islama (Muhammad a Korán: kulturní dějiny islámu, Beograd 1931, Sarajevo 1968, 1986, Zagreb 1987, 1995)
- Bosna i Hercegovina pod austro-ugarskom upravom (Bosna a Hercegovina za rakousko-uherské správy, Beograd 1938), společně s Nikolou Stojanovićem a Vladislavem Skarićem
- Borba za narodno ujedinjenje 1903–1908 (Boj za národní sjednocení, Beograd 1938), společně s Nikolou Stojanovićem, Vladislavem Skarićem a Jovanem M. Jovanovićem